# Олександр Кутателі
Олександр Миколайович Кутателі (псевдонім; справжнє ім'я Олександр Кутателадзе (груз. ალექსანდრე ქუთათელაძე); 25 серпня (6 вересня) 1897, Кутаїсі — 1982) — грузинський радянський письменник, перекладач.

## Біографія

Тбілісі. Будинок письменників Грузії. 1934 рік. Перший ряд: Симон Чіковані, Олександр Кутателі. Другий ряд: Сандро Шаншиашвілі, Микола Тихонов, Марія Неслуховська-Тихонова, Ілля Мосашвілі. Третій ряд: Тамара Багратіоні-Міцишвілі, Єфемія Іванішвілі, Маріам Касрадзе-Шаншиашвілі, Ніна Табідзе, Тиціан Табідзе.

Народився в Кутаїсі в родині юриста.
Навчався на факультеті грузинської словесності Тбіліського університету (1920—1925). В 1924 в пресі вперше опублікований його твір — драма «Змія Хірсі».

## Творчість
Олександр Кутателі — автор двох віршованих збірок (1937 і 1941) та збірки оповідань «Бійці» (1942). Основний твір — тетралогія «Обличчям до обличчя» (1933—1952) — багатоплановий роман про становлення в Грузії радянської влади.
Кутателі також належать переклади грузинською мовою «Фауста» Й. В. Ґете, «Прометея» Есхіла.
Нагороджений орденом Трудового Червоного Прапора, Дружби народів і медалями.